# Joanna Białek
Joanna Białek (ur. 24 maja 1957 w Skierniewicach, zm. 29 czerwca 2011 w Warszawie) – polska śpiewaczka (sopran) i aktorka.
Była solistką sopranową w Operetce Warszawskiej (1981-1994) i Teatrze Muzycznym w Poznaniu (1994-2002). Współpracowała również z Operetką Łódzką.
Zagrała w kilku kinowych i telewizyjnych rolach drugoplanowych:
- 2010: Ojciec Mateusz
- 2004: Kryminalni – dziennikarka Ania
- 2003: Na Wspólnej
- 2004: Na dobre i na złe – dyrektorka przedszkola
- 1994: Diabelska edukacja